# Fri – foreningen for kjønns- og seksualitetsmangfold

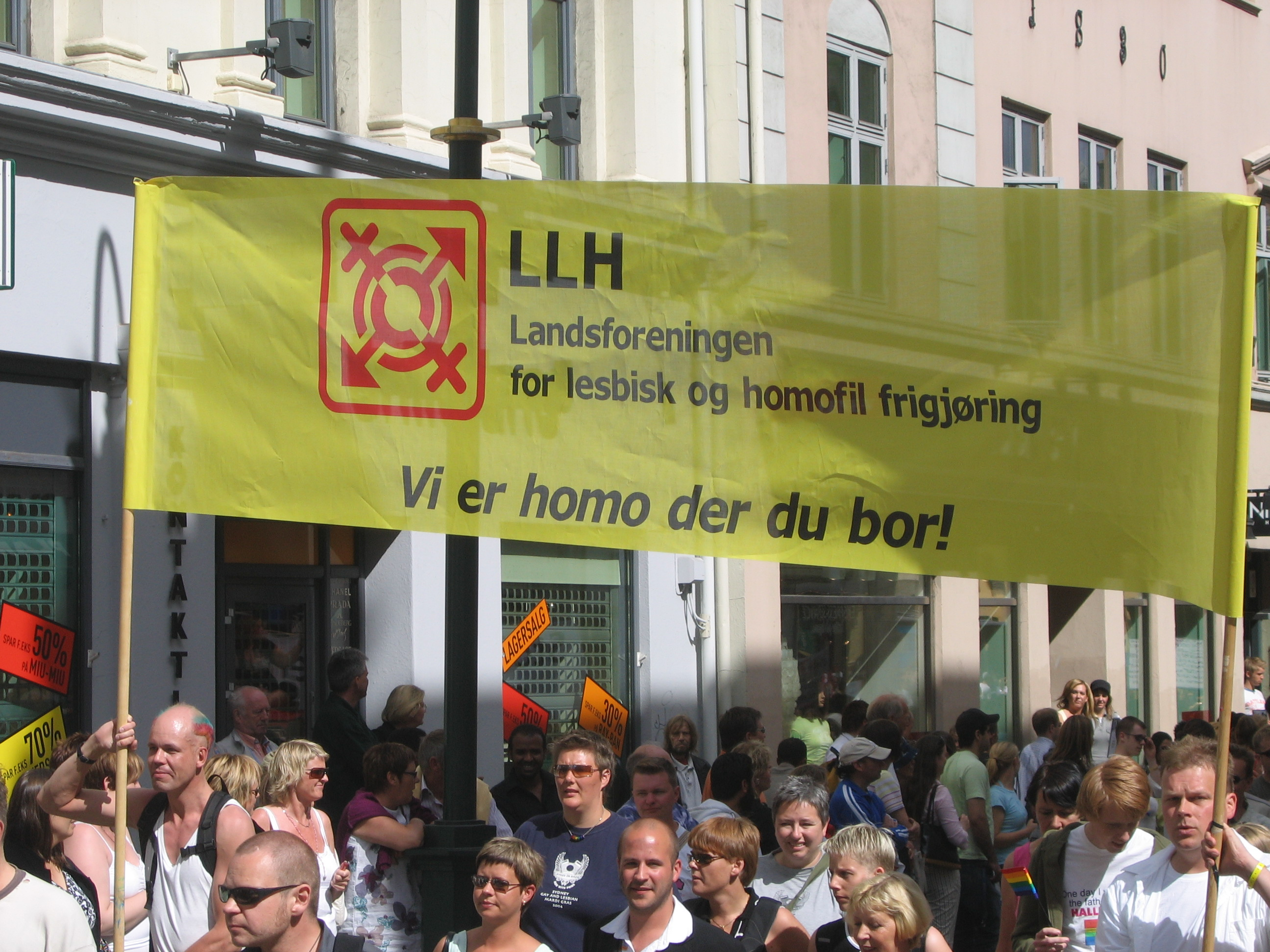
LLH Flagge auf der Europride-Parade in Oslo 2005

Fri – foreningen for kjønns- og seksualitetsmangfold ehemals Landsforeningen for lesbisk og homofil frigjøring (LLH) (deutsch: Landesvereinigung für lesbische und homosexuelle Emanzipation) ist die größte und bedeutendste LGBT-Organisation in Norwegen.

## Geschichte
Der Verband wurde am 29. November 1992 unter dem Namen Landsforeningen for lesbisk og homofil frigjøring (LLH) gegründet. Er entstand durch eine Zusammenlegung verschiedener LGBT-Organisationen, unter anderem des Det Norske Forbundet av 1948 (DNF-48). Der DNF-48 wurde im Jahr 1950 als Zweig der dänischen Organisation Forbundet af 1948 errichtet und erlangte im Jahr 1952 seine Unabhängigkeit. Im Jahr 1976 wurde die linksgerichtete Arbeitsgruppe Arbeidsgrupper for homofil frigjøring (AHF) gegründet, die zu einer Aufspaltung der LGBT-Bewegung führte. Diese Spaltung wurde schließlich durch die Zusammenlegung und die Gründung des LLH beendet.
2007 erhielt die LLH als Nichtregierungsorganisation offiziellen Beraterstatus bei den Vereinten Nationen. Auf dem nationalen Treffen wurde im Juni 2008 wurde der offizielle Name der Organisation von Landsforeningen for lesbisk og homofil frigjøring in die bisherige Abkürzung LLH geändert. 2016 änderte die Vereinigung ihren Namen auf FRI – foreningen for kjønns- og seksualitetsmangfold (Frei – Vereinigung für Geschlechter- und Sexualitätsvielfalt).

## Vorsitzende
- 1992–1998: Gro Lindstad
- 1998–2002: Knut Sverre Bjørndalen Røang
- 2002–2004: Tore Holte Follestad
- 2004–2008: Jon Reidar Øyan
- 2008–2011: Karen Pinholt
- 2011–2015: Bård Nylund
- 2016–2020: Ingvild Endestad
- 2020–2023: Inge Alexander Gjestvang
- 2023–2024: Hilde Arntsen
- seit 2024: Viljar Eidsvik[4]